# 2111
2111 (ММCXI) е обикновена година, започваща в четвъртък според григорианския календар. Тя е 2111-ата година от новата ера, сто и единадесетата от третото хилядолетие и втората от 2110-те.

## Събития
- На 26 юли ще се навършат се 1300 години от победата на Хан Крум при Върбишкия проход над Византийския император Никифор.